# Stromateis (Pseudo-Plutarco)
Gli Stromateis (Στρωματεῖς - Miscellanea) sono un'opera, giunta in frammenti, attribuita a Plutarco.

## Struttura
Di quest'opera, certamente spuria, come si nota dallo stile sciatto e dalla confusione dell'esposizione, ci sono giunti frammenti citati da Eusebio di Cesarea nella sua Preparazione Evangelica: se ne deduce che si trattava, almeno in parte, di una dossografia sui filosofi presocratici.
In effetti, il titolo, che si ritrova anche in un'opera di Clemente Alessandrino (che forse a Plutarco dovette ispirarsi), indica varietà di argomenti ed era usuale per lavori miscellanei.

## Analisi critica
Gran parte del materiale esibito dall'autore deriva dalle Opinioni dei Fisici di Teofrasto. Nella sua forma disordinata, certamente non ascrivibile neppure a presunti appunti plutarchei, comunque, l'operetta preserva informazioni teofrastee non riscontrabili altrove . Comunque, è possibile che l'attribuzione a Plutarco derivi dal fatto che nel Catalogo di Lampria il n. 62 riporta il titolo Stromati storici e poetici, rendendo, quindi, facile la circolazione di un apocrifo a carattere filosofico ascrivibile agli interessi filosofici del nostro autore e come plutarcheo, appunto, citato da Eusebio.